# Martin Wicklin
John Martin Wicklin, född 10 maj 1971 i Brännkyrka i Stockholm, är en svensk journalist och radioproducent som sedan 2015 är programledare för Söndagsintervjun i P1. Under åren 2010–2015 var han programledare för Sveriges Radios mediegranskande program Medierna i P1. Programmet belönades år 2011 med Olle Stenholm-pris för pressetik och debatt.
Martin Wicklin har som radioproducent skapat flera programserier i P1, däribland Lyssnarens guide till galaxen, Det svåra valet, Storstadsdjungeln (tillsammans med Hanna Hellquist) och Övernaturligt i P1 (med Erik Hedtjärn). 
Martin Wicklin har tidigare varit verksam som grävande reporter på TV4:s Kalla Fakta och Sveriges Radios Kaliber. Han har dessutom gjort kulturprogram för barn, radioteater och vetenskapsjournalistik.  
Tillsammans med Petter Ljunggren och Lars Truedson startade han och driver produktionsbolaget Tredje Statsmakten Media.
Wicklin var 2013 med och startade podcasten Radio Råsunda med fokus på AIK fotboll.
Martin Wicklins far kom 1959 till Sverige från dåvarande Ceylon för studier i Uppsala.

## Priser och utmärkelser
- 2021 Författarförbundets radiopris "... för hans envisa utforskande av hur världen egentligen sitter ihop och hans nyfikna sökande efter enskilda människors betydelse i det bygget."[5]